# Abolboda dunstervillei
Abolboda dunstervillei là một loài thực vật hạt kín trong họ Hoàng đầu. Loài này được Maguire ex Kral mô tả khoa học đầu tiên năm 1992.